# Geesthacht
Geesthacht je město ve spolkové zemi Šlesvicku-Holštýnsku v severním Německu. Leží na pravém břehu Labe blízko Hamburku a je největším městem v okrese Vévodství lauenburské, k historickému knížectví Sasko-Lauenbursko však nepatří. Až do 1. dubna 1937 patřil Geesthacht jako exkláva k hanzovnímu městu Hamburk. Tehdy získal Hamburk na základě zákona „o Velkém Hamburku a dalších územních úpravách“ některé sousední obce a města (například Bergedorf), naopak ztratil některé exklávy jako např. Geesthacht. Toto město bylo připojeno k tehdy pruskému Šlesvicku-Holštýnsku. Leží prakticky na okraji Hamburku, s kterým je spojen dálnicí A 25.

## Historie
První písemná zmínka jako „Hachede“ pochází z roku 1216. V polovině 13. století změnilo Labe svůj tok a tím byla zničena vesnice Hachede spolu s jejím kostelem. Jméno zaniklé vesnice však žije dál v názvech města Geesthacht („Geest-Hachede“) a obce Marschacht („Marsch-Hachede“) v Dolním Sasku, která leží naproti Geesthachtu na levém břehu Labe. Dolnoněmecké slovo Geest označuje výše položený vlnitý nebo kopcovitý kraj hlavně v severním Německu, Nizozemí a Dánsku s neúrodnou a většinou písčitou půdou, který vznikl hlavně nánosem z doby ledové. Naproti tomu označuje slovo Marsch úrodný náplav. Z toho vyplývá, že Geesthacht je nové Hachede na vyšším břehu Labe, takzvaném Geesthang.
Od roku 1420 patří tato vesnice hanzovním městům Hamburk a Lübeck. Společná nadvláda obou hanzovních měst trvala do šedesátých let 19. století, od té doby patřil Geesthacht jako exkláva k hamburskému státu. Od roku 1924 má Geesthacht městská práva, patřil však ještě do roku 1937 k hamburskému státu.

## Náboženství
Obyvatelstvo severního Německa patří převážně k evangelické luterské církvi. Tato církev má v Geesthachtu dva kostely: St. Salvatoris (sv. Vykupitele) a St. Petri (sv. Petra). Dále existuje v obci katolický kostel Sv. Barbory.